# Vint Cerf
Vinton Gray Cerf, detto Vint (New Haven, 23 giugno 1943), è un informatico statunitense.
È conosciuto come uno dei "padri di Internet" insieme a Bob Kahn, con cui inventò la suite di protocolli TCP/IP.

## Biografia
Si laureò in matematica alla Stanford University in California ed ottenne un Ph.D in Informatica presso l'Università della California, Los Angeles (UCLA). A questi titoli vanno aggiunti un Dottorato onorario all'Università delle Isole Baleari ed ulteriori riconoscimenti ottenuti all'ETH in Svizzera, al Capitol College ed al Gettysburg College.
Nel 1968 l'Advanced Research Project Agency (ARPA) diede il via al progetto ARPANET, che prevedeva la costituzione di una rete di computer che, sparsi sul territorio nazionale, dovevano interagire tra loro in tempo reale.
Nel 1972 fu a capo dell'International Network Working Group (INWG), con la quale mosse i primi passi verso la standardizzazione dei protocolli di rete. Dal 1973 al 1978 Cerf condusse con Robert Kahn la ricerca che sviluppò e collaudò i protocolli di comunicazione TCP/IP e la stessa rete Internet come la conosciamo noi oggi. I protocolli di comunicazione sono ampiamente utilizzati nell'industria e per le comunicazioni tra diverse reti commerciali, tra le università, tra le istituzioni e tra i privati.
Alla fine del 1982 i nuovi protocolli, collaudati, erano in grado di sostituire i vecchi protocolli nel progetto ARPANET. La data fissata per il passaggio fu il 1º gennaio 1983, ma a quella data Cerf aveva già lasciato ARPA per andare a lavorare alla MCI Corporation con le seguenti cariche:
- dal 1982 al 1986 come vicepresidente dei Servizi di Informazione Digitale occupandosi dei Servizi di Posta (MCI Mail), il primo servizio commerciale di e-mail connesso a Internet.
- dal 1986 al 1994 come senior vice president of Data Architecture guidando un gruppo di esperti il cui obiettivo era quello di integrare e rendere compatibili i diversi servizi di elaborazione dati offerti dalla MCI.
- dal 1994 al 2003 come senior vice president of Architecture and Technology, andando poi a ricoprire un ruolo strategico all'interno della MCI a partire dalla seconda metà del 2003.
- attualmente ricopre la carica di senior vice president of Technology Strategy ed è responsabile del supporto allo sviluppo delle strategie aziendali dal punto di vista tecnico. È sua convinzione, infatti, che nella misura in cui aumenta la capacità dei sistemi di rete, diventa sempre più necessario e quindi possibile offrire servizi video, dati e voce integrati sulla stessa rete.

Cerf risiede attualmente con la famiglia in Virginia negli Stati Uniti.
È autore di diversi RFC e fondatore dell'ISOC di cui è presidente dal 1992.
Ha ricevuto numerosi premi e riconoscimenti per il lavoro svolto su Internet tra cui lo Yuri Rubinsky Memorial Award (1995) e il Premio Turing per i suoi traguardi nell'ambito del computer networking.
Vint Cerf ha lavorato ad un protocollo interplanetario come nuovo standard per la comunicazione fra pianeta e pianeta, che si baserà sulla comunicazione radio/laser che è fortemente tollerante al degrado del segnale.
Nel settembre del 2005 è stato assunto da Google con la carica di "Chief Internet Evangelist", capo-evangelista di Internet. Lavorerà sui protocolli VoIP e WiFi.

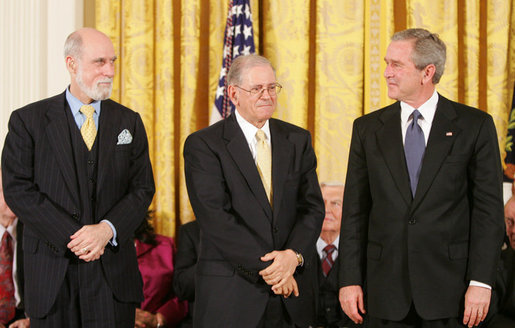
Il presidente degli Stati Uniti George W. Bush (a destra) durante la cerimonia di consegna della Medaglia presidenziale della libertà del 9 novembre 2005 a Robert Kahn (al centro) e a Vinton Cerf (a sinistra)

Il 9 novembre 2005 è stato premiato con la Medaglia presidenziale della libertà dal Presidente Bush.
Il 26 maggio 2006 l'Università di Pisa gli ha conferito, insieme a Bob Kahn, la laurea specialistica honoris causa in ingegneria informatica.